# San José, Texcaltitlán
San José är en ort i Mexiko.   Den ligger i kommunen Texcaltitlán och delstaten Mexiko, i den södra delen av landet, 100 km sydväst om huvudstaden Mexico City. San José ligger 2 450 meter över havet och antalet invånare är 250.
Terrängen runt San José är kuperad österut, men västerut är den bergig. Runt San José är det ganska tätbefolkat, med 67 invånare per kvadratkilometer. Närmaste större samhälle är Jesús del Monte, 19,2 km norr om San José. I omgivningarna runt San José växer huvudsakligen savannskog.